# Реть
Реть — річка в Україні, в межах Конотопського району Сумської області. Ліва притока Есмані (басейн Дніпра).

## Назва
В давньоруській мові слово реть означає «змагання; розбрат». Є версія що назва є запозиченням з угорської мови, де слово rét означає «лука». В сербській та хорватській мові слово ри̑т означає «болотиста місцевість», а річка в давнину на більшому своєму проміжку протікала по сильно заболоченій місцевості.
Від назви річки походить назва літописного міста Зартий (За Реттю), яке можливо знаходилось в межах сучасного міста Кролевець.

## Опис
Довжина річки 53 км, площа басейну 545 км². Долина коритоподібна, схили розчленовані балками та ярами. Річище помірнозвивисте. Похил річки 0,85 м/км. Стік річки місцями зарегульовано (впродовж 35 км). Є водосховища і ставки, споруджено 10 шлюзів-регуляторів.

## Розташування
Бере початок на схід від села Тулиголове. Тече спершу на захід, після міста Кролевця — переважно на північний захід. Протікає через села Бистрик, північні околиці Кролевця, Реутинці, Обтове. Впадає до річки Десна на північний схід від села Погорілівки.

## Притоки
Грузька (с. Грузьке), Ретик (с. Дубовичі) (праві); Бистра (с. Бистрик), Свидня, Рудка (м. Кролевець) (ліві).

## Природоохоронні території
Кочубеївський заказник — ландшафтний заказник місцевого значення в Кролевецькому районі площею 75,9 га. Розташований у заплаві Реті неподалік від села Грузьке. Територія заказника тягнеться смугою вздовж русла на правому березі річки. Колись тут проводилися торфорозробки. Після їх припинення поступово відбувається відновлення рослинного покриву.

## Сьогодення
У 1980-их роках на Реті була створена осушувальна система «Верхня Реть». Діями меліораторів було утворено шість рукавів, котрі забирають з річки воду і підживлюють болота. Проте на сьогодні вона загубилась у торф'яниках і своєї екологічної ролі як річка практично вже не виконує. В 2013 р. розпочалося виконання проекту повернення Реті до природного русла, для цього планують підчистити природне русло, ліквідувати замулення і засипати усі канали, що «крадуть» воду в Реті.[джерело?]